# Городок (Юрьевское сельское поселение)

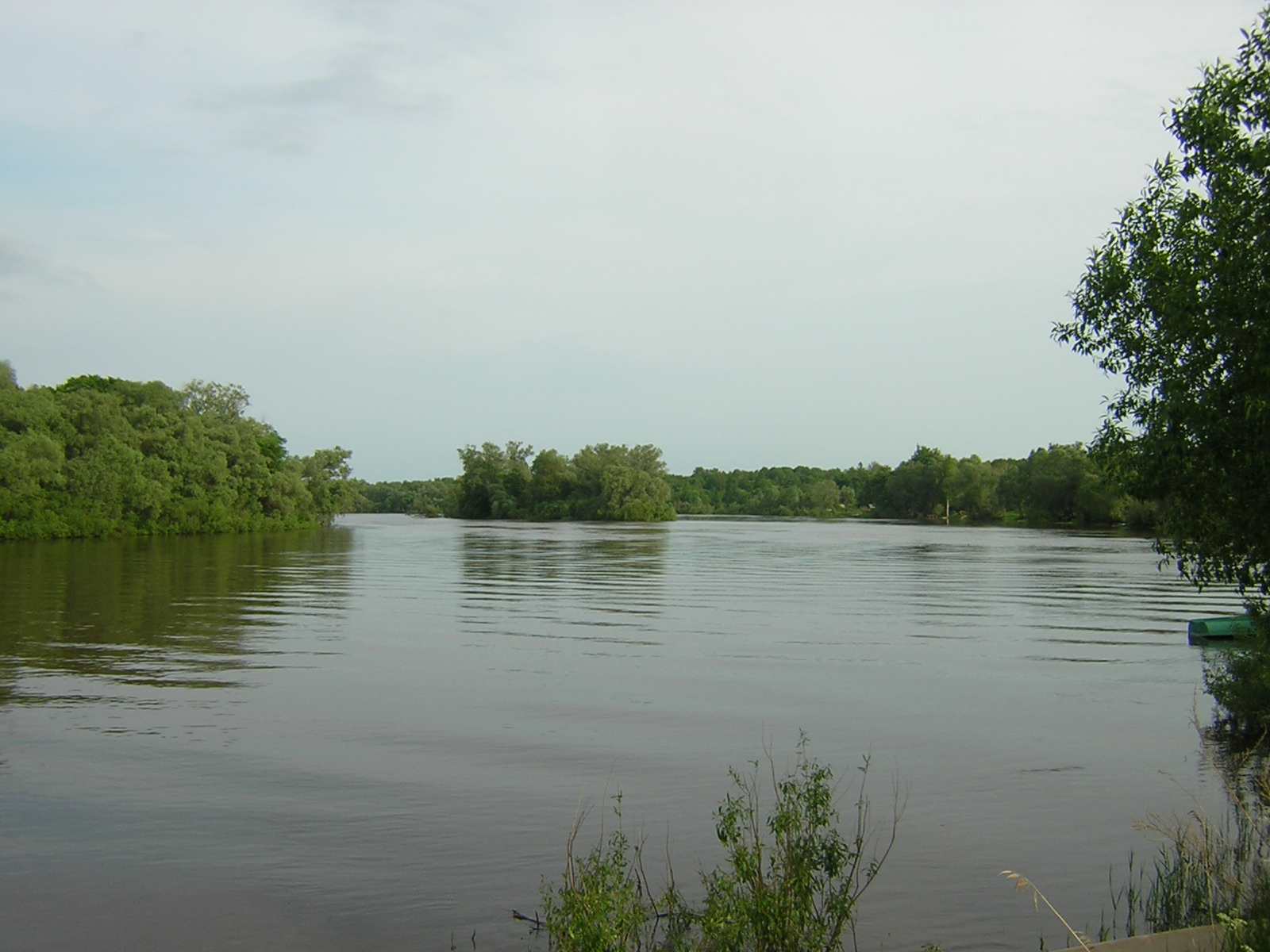
Вид из деревни на реку Пола

Городо́к — деревня (в прошлом - село) в Парфинском районе Новгородской области, с апреля 2010 года входит в состав Федорковского сельского поселения, прежде входила в Юрьевское сельское поселение.

## География
Деревня Городок расположена в южном Приильменьи, в междуречье Ловати, Полы и Черёнки.
Расположена на левом берегу реки Пола, в 200 м к западу от деревни протекает река Ловать. Ближайшие населённые пункты: деревни Хмелево, Юрьево, Березицко.
Улицы:
| - Ветеранов - Заречная - Лесная | - Рабочая - Речная - Садовая | - Советская - Тихая - Трудовая |

## История
Раскопки, проведённые в 1958 году экспедицией Новгородского пединститута, свидетельствуют, что люди на месте нынешней деревни Городок поселились ещё в эпоху раннего железа. В кургане на окраине деревни, археологами было найдено древнее городище Городок на Ловати с печами-каменками, керамической посудой, железными орудиями труда, наконечниками стрел, женскими украшениями, зубами лошадей и крупных животных. Летописные источники сообщают: после смерти первого Новгородского князя Рюрика, его воевода Вещий Олег в 880 году предпринял ряд походов на Полоцк, Смоленск, Изборск и поставил везде свои базы-городки, создав вокруг Новгорода систему опорных пунктов. Он понимал важность значения этих мест для обороны Новгородских земель. А тем более — стратегического узла торговых путей на выходе из Ильмень-озера. Поэтому вполне определённо можно считать, что примерно в это время появилось здесь поселение-острог, ставшее впоследствии нынешней деревней. То есть Городку, а точнее, населённому пункту на данном месте — не менее 1130 лет. И основатель его, друг князя Рюрика, новгородский воевода — Вещий Олег.
Согласно летописным документам, с VIII века данное место было перекрёстком двух мощных международных торговых путей — «Из варяг в греки» и «Из варяг в персы» (другие названия — «Волжский серебряный путь», «Селигерский путь»), которые функционировали вплоть до XVI века. Здесь сходились-расходились миграционные, торговые, воинские пути-потоки различных народов Северной Европы, Скандинавии, Древней Руси, Византии, Персии, Индостана. Деревня Городок Парфинского района расположена в самом центре этого знаменитого речного перекрёстка. Здесь стратегические ворота в озеро Ильмень. И такой важный транспортный узел, обязательно должен был с незапамятных лет иметь военную базу как для защиты торговых караванов от речных разбойников — ушкуйников так и для сбора дани за проезд (прообраз нынешней государственной таможни). В древности, по данным международной экспедиции «Нево-Викинг», на этом месте на Ловати был сторожевой «градок» — укреплённый форпост славяно-варяжских дружин, охранявших стратегический «Голубой перекрёсток». На этом укреплённом поселении с ремесленным посадом в IX—X веках наряду со скандинавскими и балтскими были представлены и западнославянские элементы, прежде всего в керамическом комплексе.
До сих пор на этих берегах сохранились каменные основания от мощных древних ворот, перекрывавших, при необходимости, фарватер реки Ловать цепями. Исследователи пришли к выводу, что нынешнее название Городок и происходит от того древнего сторожевого городка. В 2012 году при въезде в деревню Городок установлен «Стенд народной памяти» сообщающий о летописных событиях, происходивших здесь. На древнем вечевом холме деревни высится мемориальный камень с табличкой, знаменующий уникальное историческое место — «Голубой перекрёсток цивилизаций». Реконструируется музей «Международные речные пути древней Руси».

## Население
| 2010 |
| ---- |
| 3    |

## Усадьба и завод Карла Сименса
В 1861 году немецкая компания Сименс-Гальске приобрела имение Хмелево — Городок и построила в последнем фарфоровый завод, производивший электроизоляторы и расписную столовую посуду из местной белой глины. Завод Сименса проработал до 1914 года.